# Society of Antiquaries of Scotland

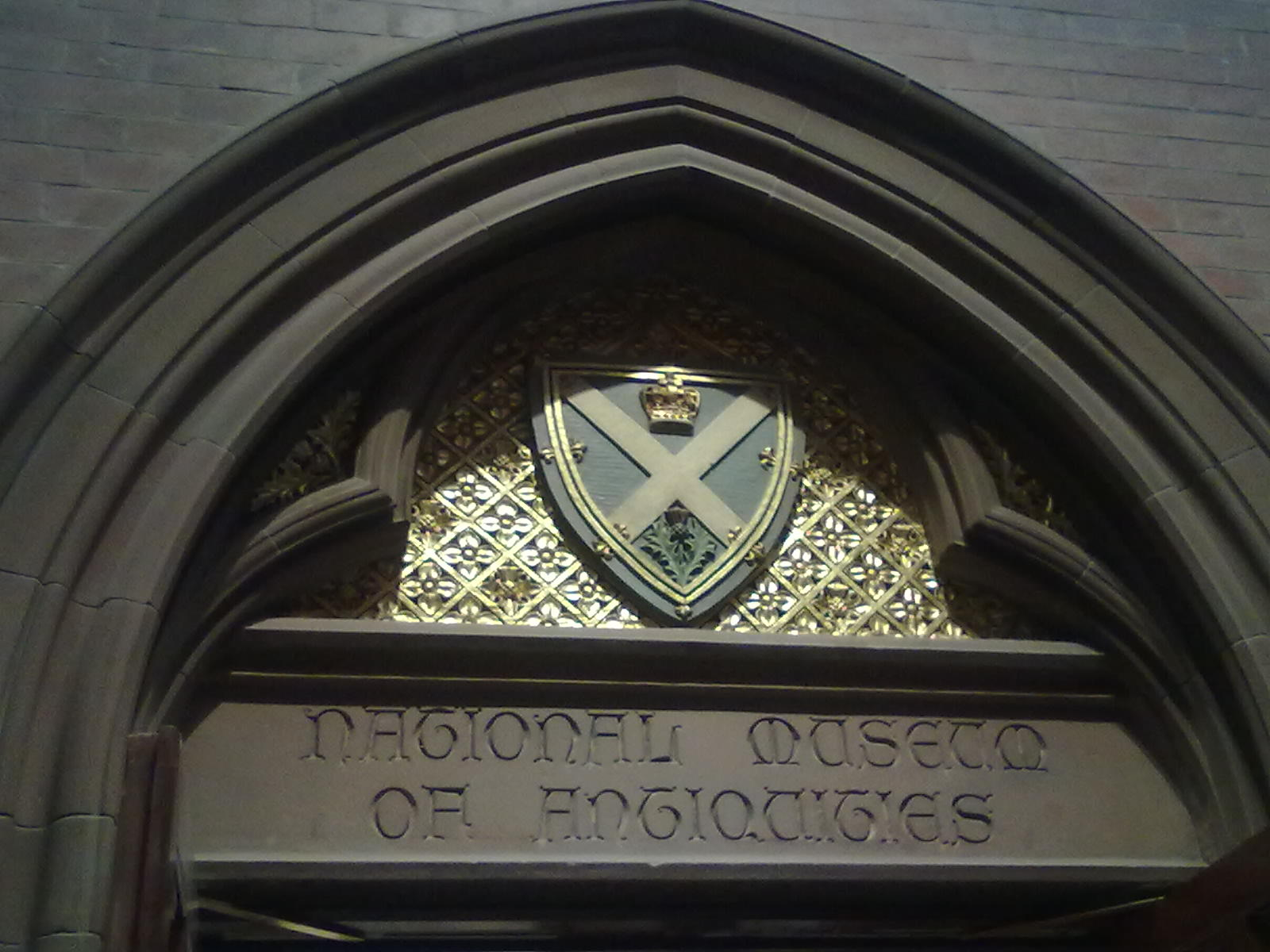
Das Wappen der Society of Antiquaries of Scotland über dem Eingang zum ehemaligen National Museum of Antiquities in der Scottish National Portrait Gallery

Die Society of Antiquaries of Scotland ist die älteste antiquarische Gelehrtengesellschaft von Schottland. Sie hat ihren Sitz im National Museum of Scotland in der Chambers Street, Edinburgh. Ziel der Gesellschaft ist es, das kulturelle Erbe Schottlands zu fördern.
Ihre Mitglieder werden als Fellows of the Society of Antiquaries of Scotland bezeichnet und tragen als Kennzeichen der Mitgliedschaft das Kürzel FSAScot hinter dem Namen.

## Geschichte
Die Society ist die älteste Gesellschaft von Altertumsforschern in Schottland und nach der Society of Antiquaries of London die zweitälteste in Großbritannien. Sie wurde am 18. Dezember 1780 von David Erskine, 11. Earl of Buchan, gegründet. John Stuart, 3. Earl of Bute, britischer Staatsmann und ehemaliger Premierminister, wurde zu ihrem ersten Präsidenten gewählt. Im Jahr 1783 erhielt die Gesellschaft wie auch die Royal Society of Edinburgh eine Royal Charter. Beide Einrichtungen teilten sich in den ersten Jahren dieselben Räumlichkeiten in der George Street, Edinburgh und im Royal Scottish Academy Building auf dem künstlichen Hang The Mound in Edinburgh.
Von Anbeginn sammelten Mitglieder der Gesellschaft Artefakte, die für die schottische Geschichte und Kultur von Interesse waren. Es entstand eine umfangreiche Sammlung, die im November 1851 in nationales Eigentum überführt wurde. Im Jahr 1891 erfolgte der Umzug der Gesellschaft in das eigens errichtete Gebäude der Scottish National Portrait Gallery und des National Museum of Antiquities of Scotland in der Queen Street. Mit dem National Museum of Antiquities of Scotland Act von 1954 gingen Befugnisse und Pflichten bezüglich des Museums, die zuvor von der Society of Antiquaries und den National Galleries gemeinsam wahrgenommen worden waren, auf ein neu gegründetes Gremium über.
Alexander Henry Rhind, schottischer Anwalt, Ägyptologe und Entdecker des Papyrus Rhind, hinterließ der Gesellschaft neben einer 1600 Bände umfassenden Bibliothek Geldmittel zum Aufbau einer Stiftung, die seither zur Veranstaltung der sogenannten Rhind lectures eingesetzt wird. Die in diesem Rahmen gehaltenen Vorträge werden seit 2009 frei zugänglich online veröffentlicht. Im Jahr 2019 wurde die Royal Charter des Jahres 1783 von Königin Elisabeth II. ergänzt.

## Ziele
Die Society of Antiquaries of Scotland ist eine gemeinnützige Organisation, deren Zweck in der Royal Charter von 1783 festgelegt ist; demnach ist sie:

„... eine Gesellschaft, die sowohl die Antike als auch die Natur- und Zivilgeschichte im Allgemeinen untersucht, mit der Absicht, die Talente der Menschheit zu fördern und das Studium der Natur- und der nützlichen Wissenschaften zu fördern.“

Paragraph 1 der Satzung konkretisiert dies weiter:

„Der Zweck der Gesellschaft soll das Studium der Altertümer und der Geschichte Schottlands sein, insbesondere mittels archäologischer Forschung.“

Heute befasst sich die Gesellschaft mit allen historischen Aspekten und Zeugnissen Schottlands. Das breite wissenschaftliche Spektrum ihrer Mitglieder macht die Society zu einer gegenüber anderen Einrichtungen unabhängigen und häufig konsultierten Institution. Im Bedarfsfall arbeitet sie diesbezüglich mit Archaeology Scotland und der schottischen Abteilung des Chartered Institute for Archaeologists zusammen. Die Gesellschaft kooperierte eng mit dem im Jahr 2010 aufgelösten Historic Environment Advisory Council for Scotland („Historischer Umweltbeirat für Schottland“) und war aktiv am Built Environment Forum Scotland beteiligt, einem Dachverband von Nichtregierungsorganisationen.
Wesentliches programmatisches Ziel der Gesellschaft ist die Unterstützung der Forschung zur Vergangenheit Schottlands. Es gibt verschiedene Zuschüsse und Preisgelder, um verschiedene Arten von Arbeiten zu unterstützen – von Vermessung und Ausgrabung bis zu Fundanalyse und Archivrecherche.

## Mitgliedschaft
Mitglieder der Gesellschaft werden seit 1823 als Fellows bezeichnet. Unter den Mitgliedern nehmen die Honorary Fellows, die für ihre herausragenden Beiträge auf dem Gebiet der Geschichte und Kultur Schottlands gewählt werden, eine besondere Stellung ein. Mit der Mitgliedschaft werden Personen ausgezeichnet, die Zweck und Mission der Gesellschaft besonders fördern. Mitglieder dürfen als nachgestellten Namenszusatz das Kürzel FSAScot führen. Die Gesellschaft hat weltweit rund 3000 Fellows, die Anzahl gleichzeitiger Honorary Fellows beträgt maximal 25. Die Aufnahme in die Gesellschaft erfolgt durch Wahl, Kandidaten müssen von bestehenden Fellows vorgeschlagen werden. Die Namen der Kandidaten werden der gesamten Gemeinschaft bekanntgegeben. Die Wahlen finden jährlich auf der Jahrestagung am St. Andrew’s Day, dem 30. November, statt. Voraussetzung für die Wahl zum Fellow sind Interesse oder Beteiligung an der Forschung zur Vergangenheit Schottlands.
Zu Mitgliedern siehe auch Kategorie:Mitglied der Society of Antiquaries of Scotland.

## Vorträge und Veranstaltungen
Die Gesellschaft veranstaltet monatliche Vorträge, in der Regel zwischen Oktober und Mai, die meist entweder in Edinburgh oder in Aberdeen stattfinden. Insbesondere gemeinsam mit anderen Gesellschaften durchgeführte Veranstaltungen können auch in anderen Teilen Schottlands ausgerichtet werden. Im Rahmen der sogenannten Buchan lectures, benannt nach dem Gründer der Society, können auch andere Gesellschaften z. B. bei der Einladung eines Vortragenden finanziell unterstützt werden.
Darüber hinaus veranstaltet die Gesellschaft die renommierten Rhind Lectures – eine Reihe von sechs Vorträgen, die häufig an einem Wochenende von einem einzigen Dozenten gehalten werden. Diese – detaillierter und tiefgehender als sonst möglich präsentierten – Ausführungen werden häufig veröffentlicht. Die Rhind-Vorlesungen wurden im Jahr 1874 eingerichtet. Mittlerweile gab es über 130 Vorlesungen, von denen viele zeitweiligen Lehrbuchcharakter erzielten.

## Veröffentlichungen
Die Society of Antiquaries of Scotland publiziert neben Monographien zu Archäologie und Geschichte Schottlands die jährlich erscheinenden Proceedings of the Society of Antiquaries of Scotland (ISSN 0081-1564). Beiträge zu dieser ursprünglich unter dem Namen Archaeologica Scotica publizierten wissenschaftlichen Zeitschrift durchlaufen ein Peer-Review und widmen sich neuesten archäologischen und historischen Forschungen zu Schottland. Sämtliche seit 1851 erschienenen Proceedings sowie die fünf Bände der Archaeologica Scotica sind online frei verfügbar. Dies gilt ebenso für die Scottish Archaeological Internet Reports (SAIR, ISSN 1473-3803), die sich größeren und datenreicheren Projekte widmen, ebenfalls einen Begutachtungsprozess durchlaufen und frei zugänglich sind. Darüber hinaus veröffentlicht die Society regelmäßig einen Newsletter (ISSN 0960-703X).

## Liste der Präsidenten
Seit ihrer Gründung im Jahr 1780 standen der Society 36 Präsidenten vor:
- John Stuart, 3. Earl of Bute (1780–1792)
- James Graham, 4. Duke of Montrose (1792–1813)
- Lawrence Dundas, 1. Earl of Zetland (1813–1819)
- Francis Gray, 14. Lord Gray (1819–1823)
- Thomas Bruce, 7. Earl of Elgin (1823–1841)
- James Bruce, 8. Earl of Elgin (1841–1844)
- Walter Francis Mantagu-Douglas-Scott, 5th Duke of Buccleuch and 7th Duke of Queensberry (1844–1862)
- George Sutherland-Leveson-Gower, 3. Duke of Sutherland (1872–1876)
- Schomberg Kerr, 9. Marquess of Lothian (1876–1900)
- Sir Herbert Maxwell, 7. Baronet (1900–1913)
- John Abercromby, 5. Baron Abercromby (1913–1918)
- Thomas Gibson-Carmichael, 1. Baron Carmichael (1918–1923)
- John Stewart-Murray, 8. Duke of Atholl (1923–1933)
- Sir George MacDonald (1933–1940)
- Sir John Stirling-Maxwell, 10. Baronet (1940–1945)
- George Baillie-Hamilton, 12. Earl of Haddington (1945–1950)
- Sir William Moir Calder (1950–1955)
- James Latham Clyde, Lord Clyde (1955–1960)
- James Frederick Gordon Thomson, Lord Migdale (1960–1965)
- James Scott-Elliott (1965–1967)
- Stuart Piggott (1967–1972)
- Kenneth Arthur Steer (1972–1975)
- Robert Barron Kerr Stevenson (1975–1978)
- Ronald Gordon Cant (1978–1981)
- Stewart Maxwell (1981–1984)
- Leslie Alcock (1984–1987)
- David John Breeze (1987–1990)
- Anna Ritchie (1990–1993)
- Gordon Stirling Maxwell (1993–1996)
- Michael Lynch (1996–1999)
- James Neil Graham Ritchie (1999–2002)
- Lisbeth Margaret Thoms (2002–2005)
- Roger James Mercer (2005–2008)
- Barbara Elizabeth Crawford (2008–2011)
- Alan Saville (2011–2014)
- David Hepburn Caldwell (2014–2020)